# 心の戦士
「心の戦士」（こころのせんし）は、2006年1月18日にエピックレコードジャパンから発売されたアンジェラ・アキの2枚目のシングル。

## 解説
- 楽曲のキャッチコピーは『あなたが戦っているものは、何ですか?』
- DVD付初回限定盤[1]と通常盤[2]の2形態で発売。DVDにはミュージック・ビデオと貴重映像を収録。通常盤はワイドキャップステッカー仕様。
- 中京テレビ『中京テレビニュースプラス1』エンディングテーマに起用。

## 収録曲

### CD
- 作詞・作曲：アンジェラ・アキ（特記以外）
- 編曲：アンジェラ・アキ／松岡モトキ

1. 心の戦士
リリース半年以上前から2ndシングルの候補曲としてライブで披露されていた楽曲。デビューから半年経っての音源化となった。
アルバム『Home』リリース後にこの楽曲を使い、青木さやかによるモノマネが某カラオケ番組で披露され、現在でも本人はそのことをネタにしている。最後のサビの部分がレコーディング直前まで「戦い疲れているの?」という歌詞であったが、勇気を持って自分の中の自分を高めると言った趣旨の楽曲であるために、現在の「戦い続けているの?」という歌詞に変更された。また、アンジェラ本人によると彼女はこの曲を「ここせん」と呼んでいる。
2. 空はいつも泣いている
アルバム『ONE』の「Warning」以来となる3拍子楽曲。タイトル曲とは打って変わってかなり明るい雰囲気の楽曲となっているが、逆に歌詞は絶望感をも孕んでいる。元々は英語詞で描かれていたが、レコーディングの際に日本語に書き直している。
3. TODAY
作詞・作曲：William Patrick Corgan　日本語詞：アンジェラ・アキ
スマッシング・パンプキンズが1993年に発表したアルバム『Siamese Dream』収録曲で、1994年にはシングルカットもされた彼らの代表曲のカヴァー。オリジナルはかなりロック色の強い楽曲であるが、この作品ではピアノ弾き語りによる落ち着いたアレンジとなっている。弾き語りは自分の原点として、1曲は必ず入れたいということから自身の敬愛するスマッシング・パンプキンズのこの曲を選んだという。
4. Eyes On Me -featured in FINAL FANTASY VIII-
作詞：染谷和美　作曲：植松伸夫
フェイ・ウォンが1999年に日本でヒットさせた楽曲のカヴァー。次作『Kiss Me Good-Bye』でファイナルファンタジーシリーズの楽曲を担当することから以前にヒットした同曲のカヴァーが収録されることとなった。なお、この作品も「Kiss Me Good-Bye」と同じ植松伸夫による作品。植松はアンジェラの弾き語りバージョンを聴いて「「Eyes On Me」に、光が射した」と感想を述べたという。部分的にフェイ・ウォンのものとは歌詞が異なっている。

### 初回限定盤DVD
1. 心の戦士 -music video-
2. ファイナルファンタジーVIII プレミア・ムービー featuring "Kiss Me Good-Bye"